# Melissodes vernoniae
Melissodes vernoniae är en biart som beskrevs av Robertson 1902. Melissodes vernoniae ingår i släktet Melissodes och familjen långtungebin. Inga underarter finns listade i Catalogue of Life.